# Miasteczko akademickie w Lublinie

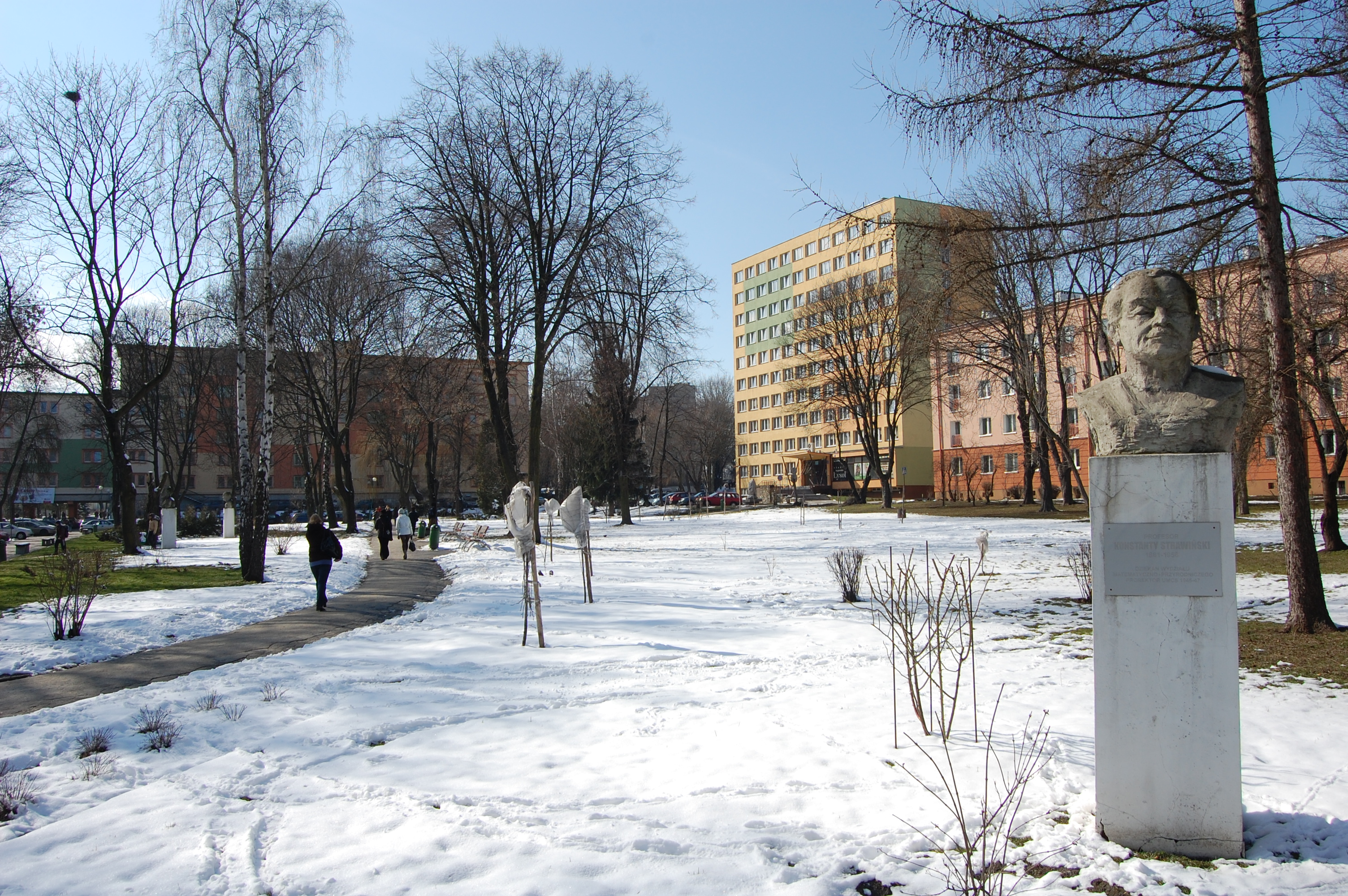
Część parku akademickiego

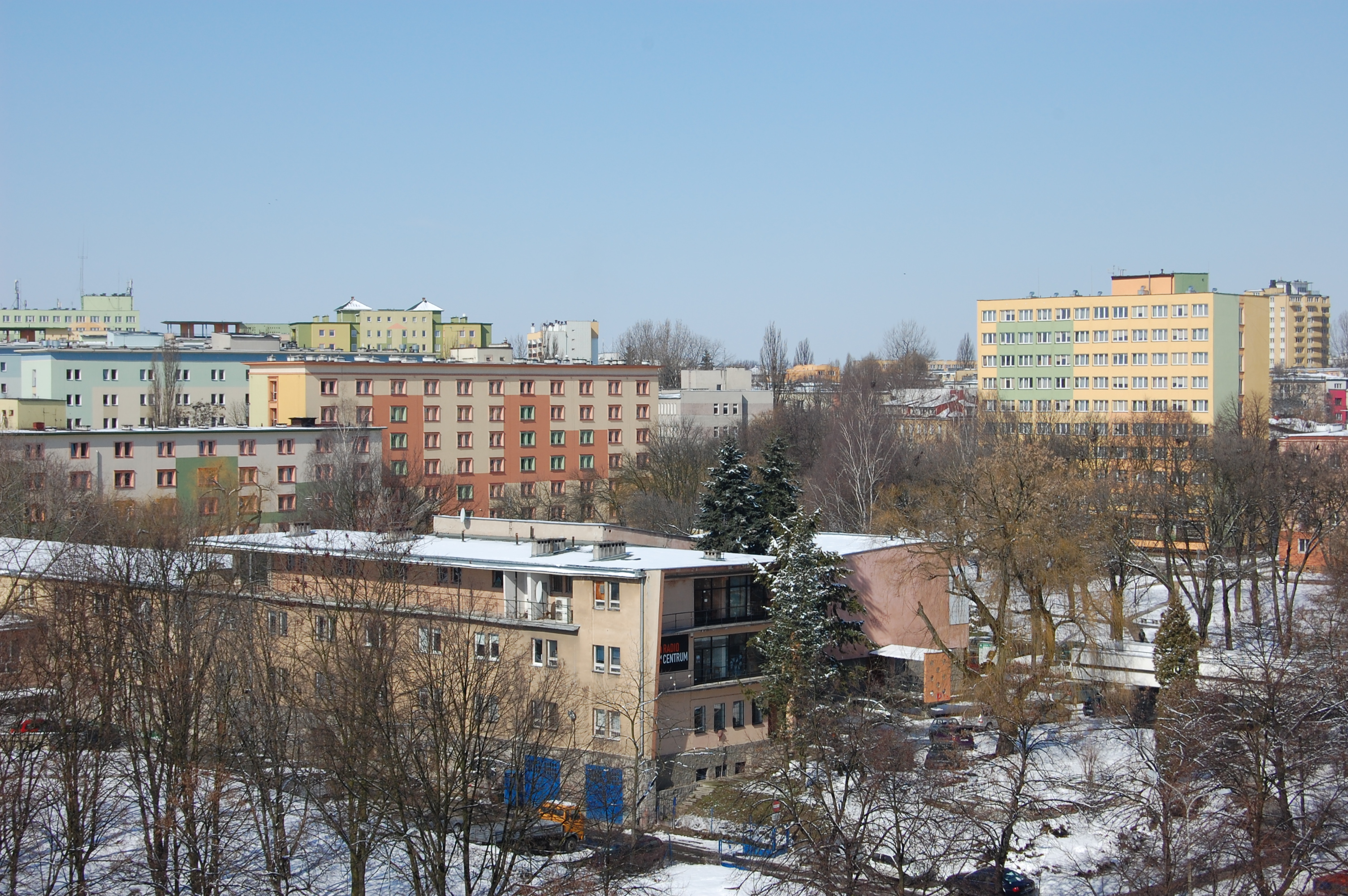
Zachodnia część miasteczka

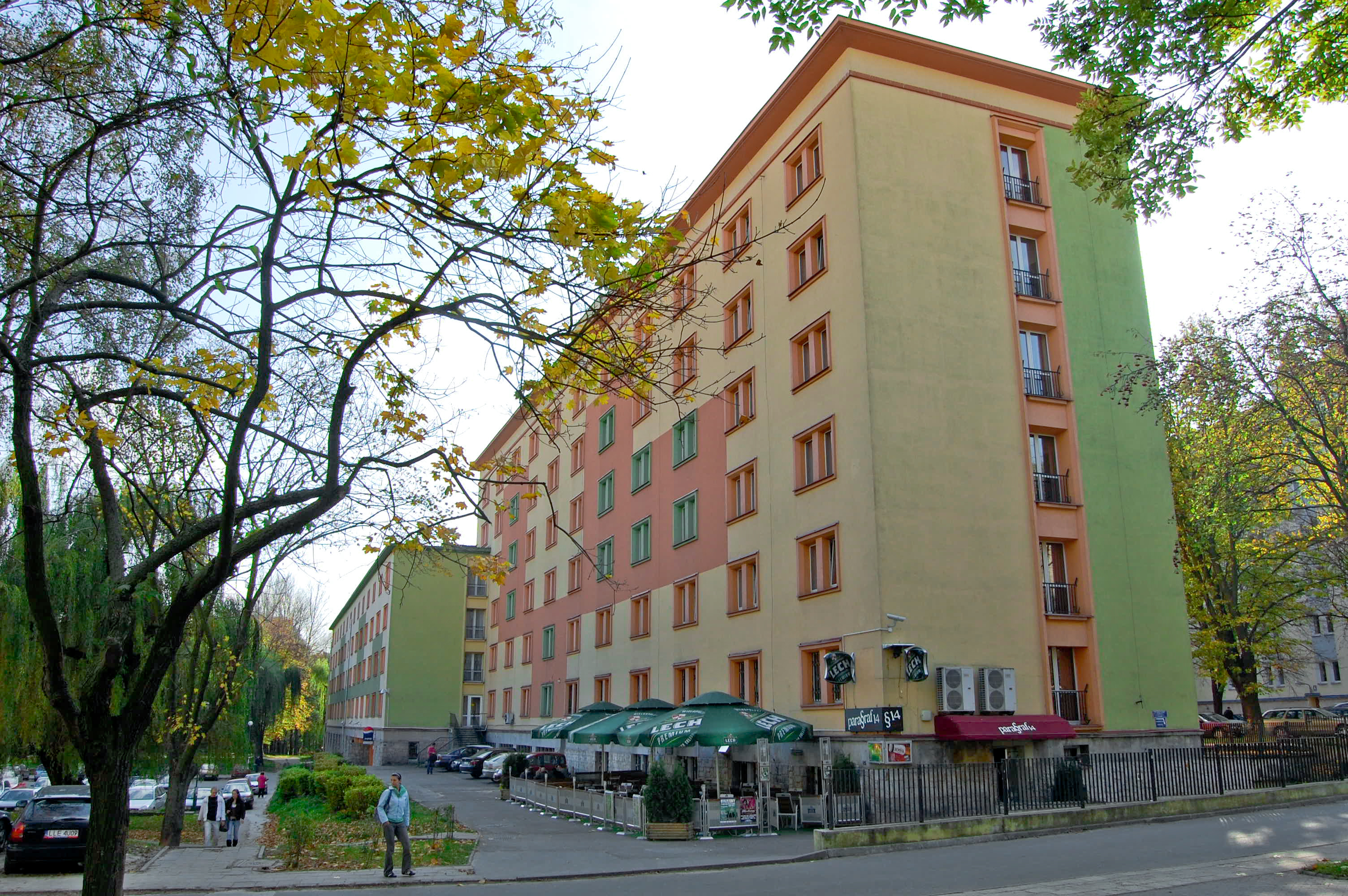
Domy studenckie Amor i Babilon, z tyłu po prawej Cebion

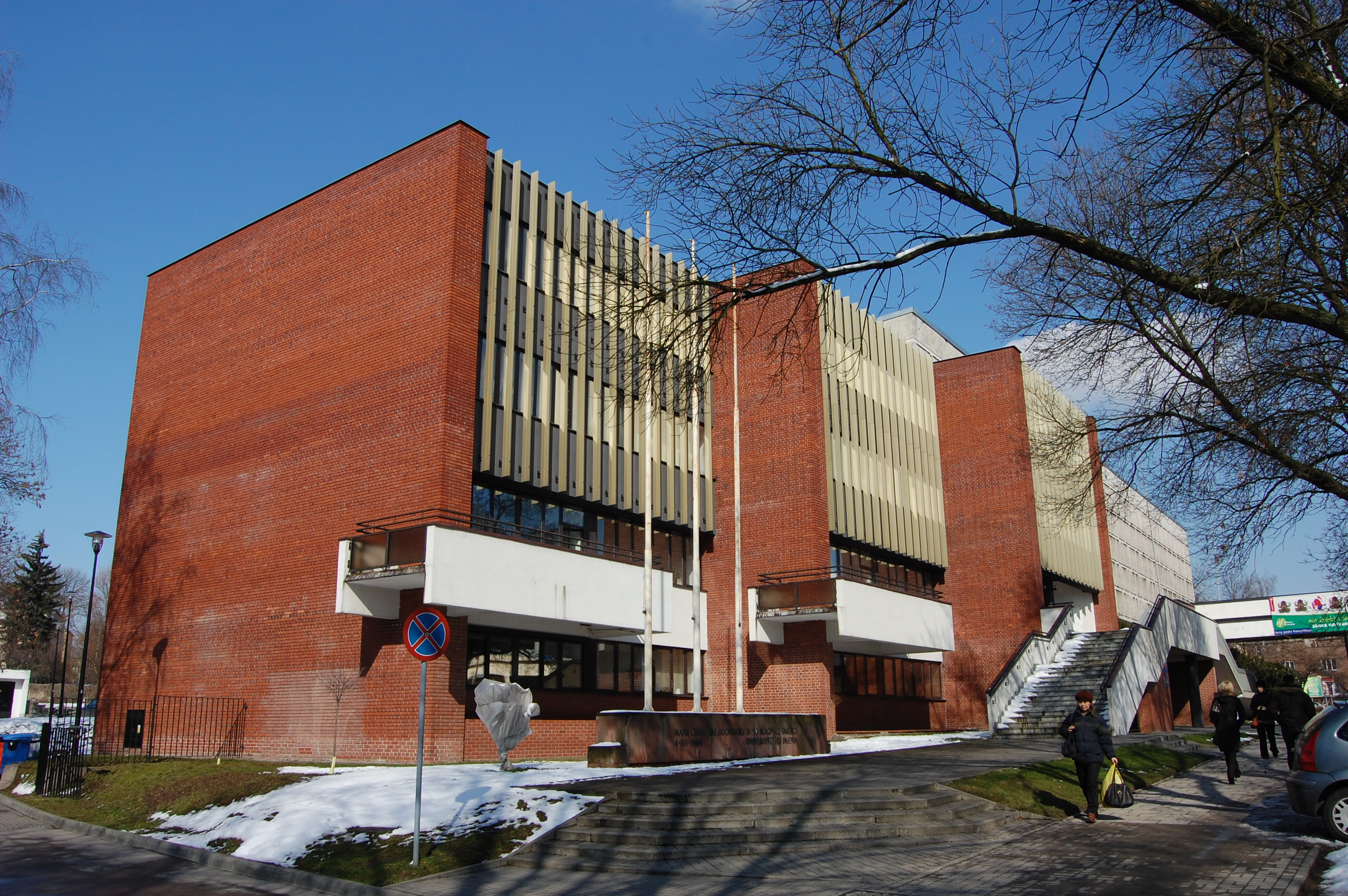
Nowe skrzydło Biblioteki Głównej UMCS i UP

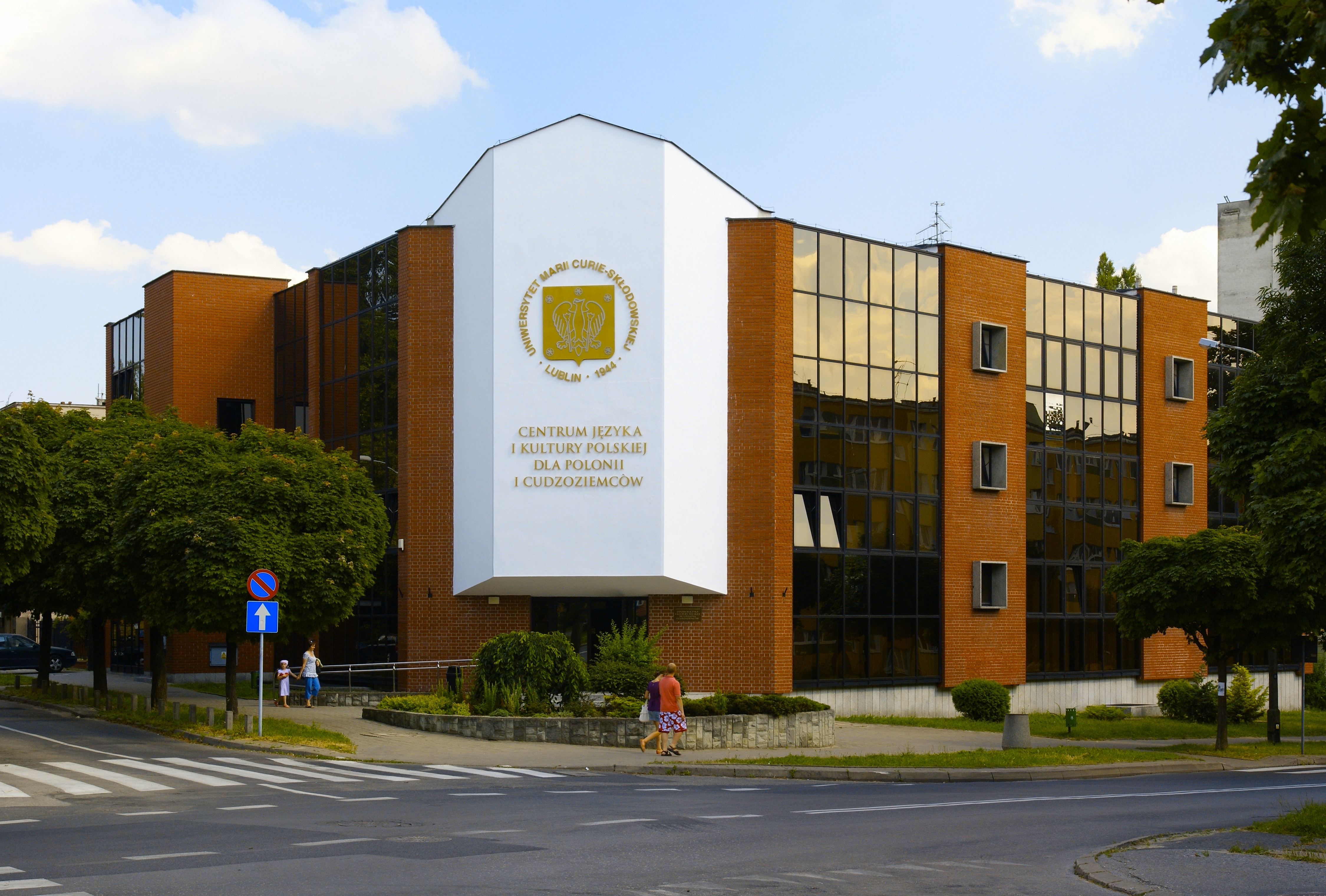
Centrum Języka i Kultury Polskiej

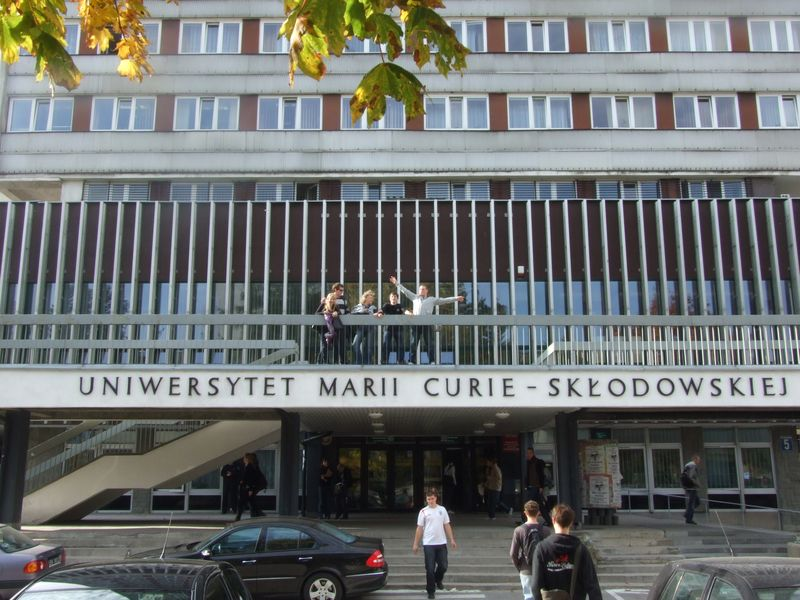
Rektorat UMCS

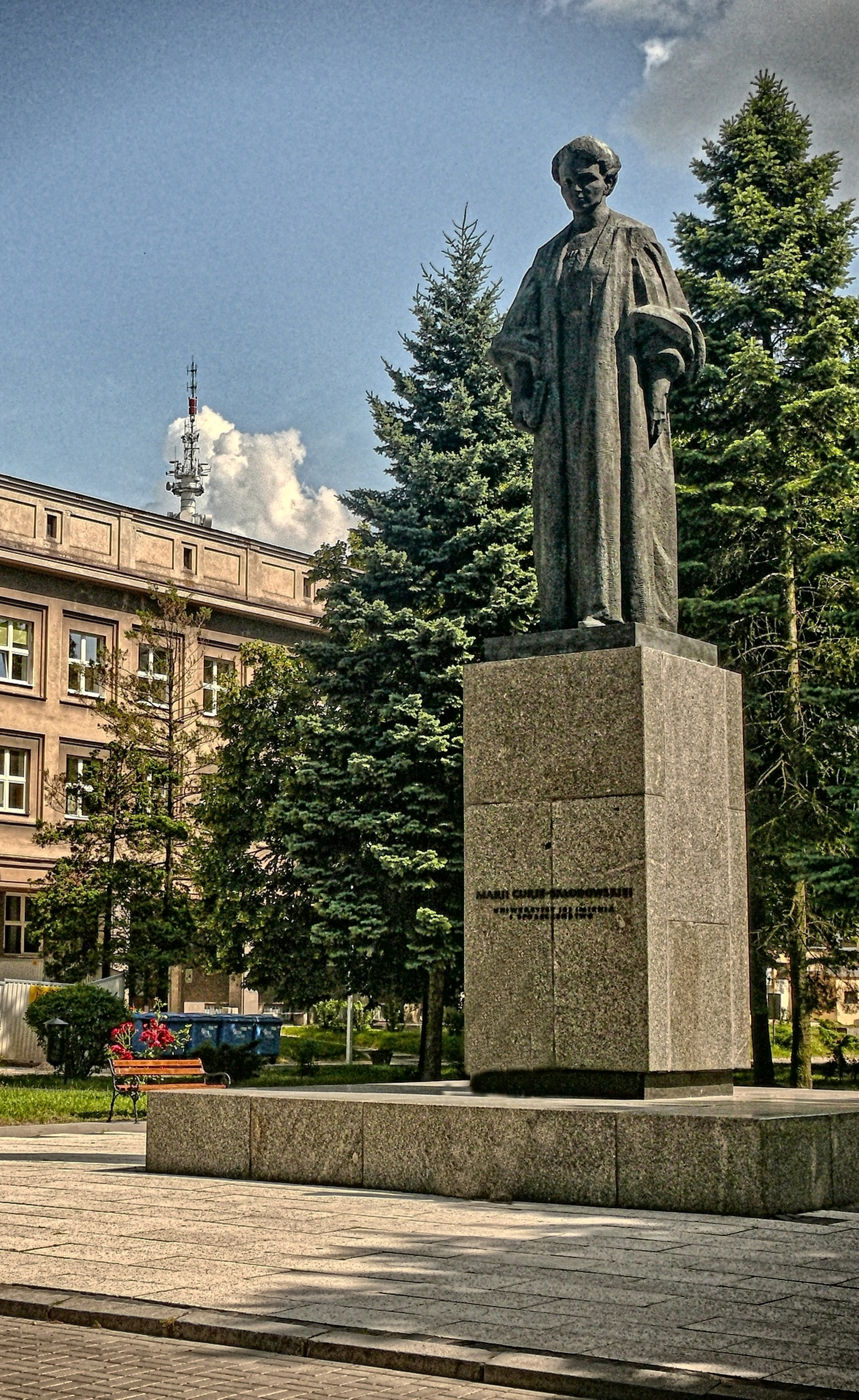
Pomnik patronki przed rektoratem

Miasteczko akademickie w Lublinie – część Lublina, w której znajdują się budynki Uniwersytetu Marii Curie-Skłodowskiej w Lublinie (UMCS), Katolickiego Uniwersytetu Lubelskiego i Uniwersytetu Przyrodniczego.
Miasteczko akademickie w Lublinie zostało zaprojektowane w 1947 przez Czesława Gawdzika dla Uniwersytetu Marii Curie-Skłodowskiej zgodnie z postulatami Karty Ateńskiej (1933); budowę miasteczka rozpoczęto w 1949.
W 2012 na pl. Marii Curie-Skłodowskiej odsłonięto ławeczkę Henryka Raabego, pierwszego rektora Uniwersytetu Marii Curie-Skłodowskiej, dzięki zabiegom którego Stowarzyszenie Architektów Rzeczypospolitej Polskiej (SARP) rozpisało w 1947 konkurs architektoniczny na projekt Dzielnicy Uniwersyteckiej, a następnie rozpoczęto jej budowę.

## Historia
Idea budowy miasteczka akademickiego na terenach wojskowych, czyli na obszarze Obozu Zachodniego, zrodziła się w Lublinie w okresie II Rzeczypospolitej. Przy założeniu, że powstały w 1918 Katolicki Uniwersytet Lubelski będzie musiał się rozwijać, miał on otrzymać grunty w sąsiedztwie najbardziej reprezentacyjnych budynków w mieście.
Plany urbanizacyjne w zachodniej części Lublina przewidywały umiejscowienie tam siedzib urzędu wojewódzkiego, dyrekcji kolei, dowództwa korpusu oraz sądu wojskowego. Planowano również budownictwo mieszkaniowe, w tym głównie dla oficerów i urzędników państwowych, natomiast rozwijający się KUL miał postawić w tej okolicy nowe gmachy dla wydziału medycznego i przyrodniczego oraz domy akademickie i profesorskie.
Wybuch II wojny światowej przerwał dalekosiężne plany. Jednak już w 1944 powstał w Lublinie uniwersytet państwowy, początkowo o profilu przyrodniczym. Władze Polskiej Rzeczypospolitej Ludowej ze względów politycznych nie zamierzały popierać rozwoju KUL i rok po roku ograniczały jego działalność, m.in. likwidując studia prawnicze, których przez szereg następnych lat nie udawało się przywrócić.
Obecnie wciąż rozrastające się lubelskie miasteczko akademickie stanowi zaplecze dla Uniwersytetu Marii Curie-Skłodowskiej, Katolickiego Uniwersytetu Lubelskiego oraz dla Uniwersytetu Przyrodniczego. UMCS planuje sprzedaż budynku Wydziału Pedagogiki w samym centrum Lublina, akademika przy ul. Zana i działki na Felinie. W ostatnim wypadku chodzi o ok. 6 hektarów, które znajdują się w obszarze wyznaczonym jako podstrefa mieleckiej specjalnej strefy ekonomicznej. Z tej transakcji uczelnia chce uzyskać kilka milionów złotych zysku, które następnie zainwestuje w nową część miasteczka akademickiego. Znajdzie się ona w rejonie ul. Głębokiej i al. Kraśnickiej, a mieszczący się tam dziś Wydział Artystyczny będzie rozbudowany.

## Granice
Obszar miasteczka akademickiego rozciąga się między ulicami:
- od północy: Al. Racławickie
- od wschodu: ul. Uniwersytecka
- od południa: ul. Głęboka
- od zachodu: al. Kraśnicka

Centralną arterią jest ul. Idziego Radziszewskiego (w czasach PRL nosiła ona nazwę Marcelego Nowotki).

## Zabudowa i infrastruktura
W obrębie miasteczka znajduje się:
- 10 domów studenckich (Amor, Babilon, Cebion, Dodek, Eskulap, Femina, Grześ, Helios, Ikar, Jowisz)
- 2 prywatne akademiki („Burżuj”, „Carrington”)

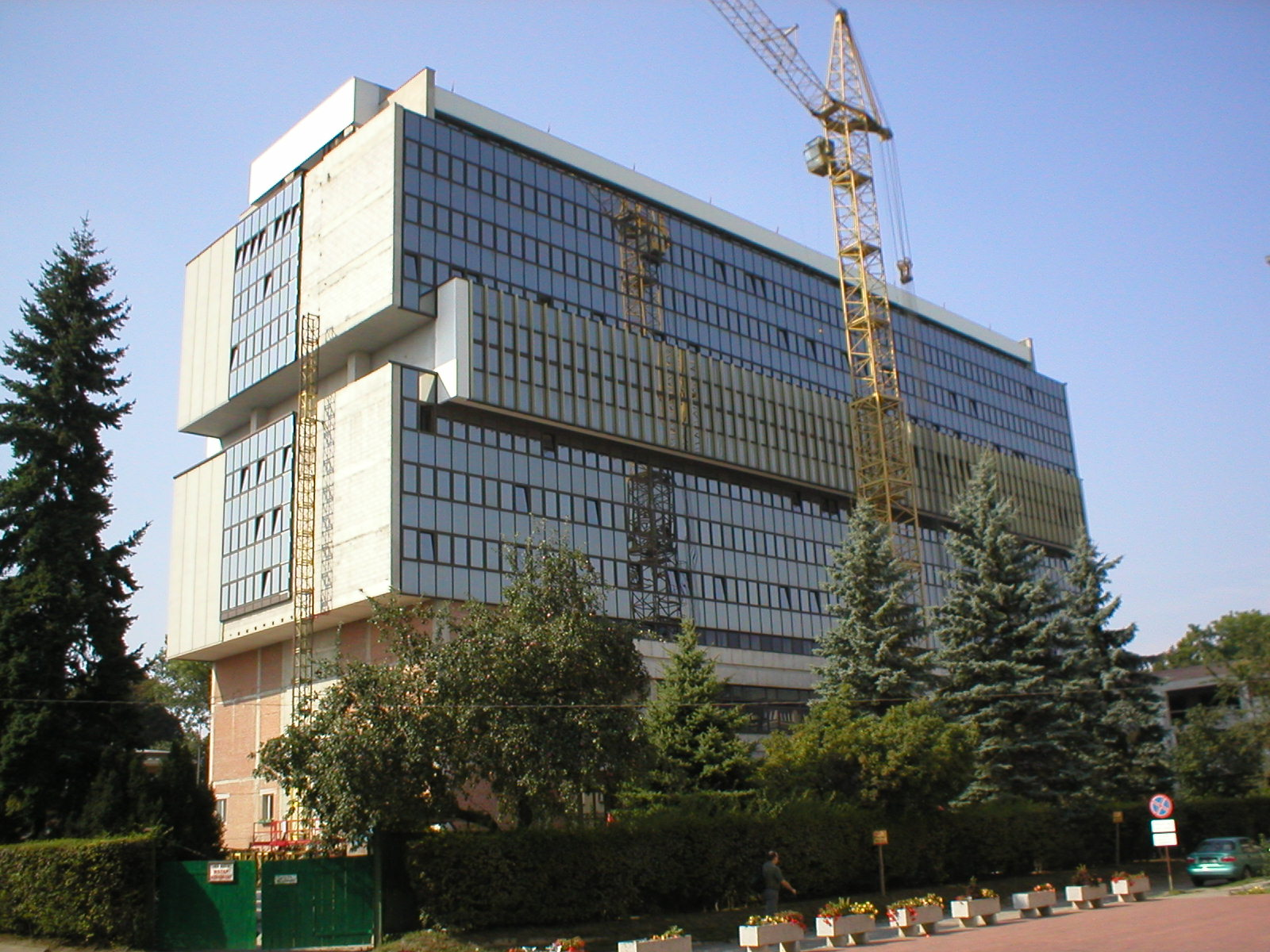
Collegium Jana Pawła II

- Większość wydziałów UMCS (Prawa i Administracji, Artystyczny, Biologii i Nauk o Ziemi, Chemii, Ekonomiczny, Filozofii i Socjologii, Humanistyczny, Matematyki, Fizyki i Informatyki)

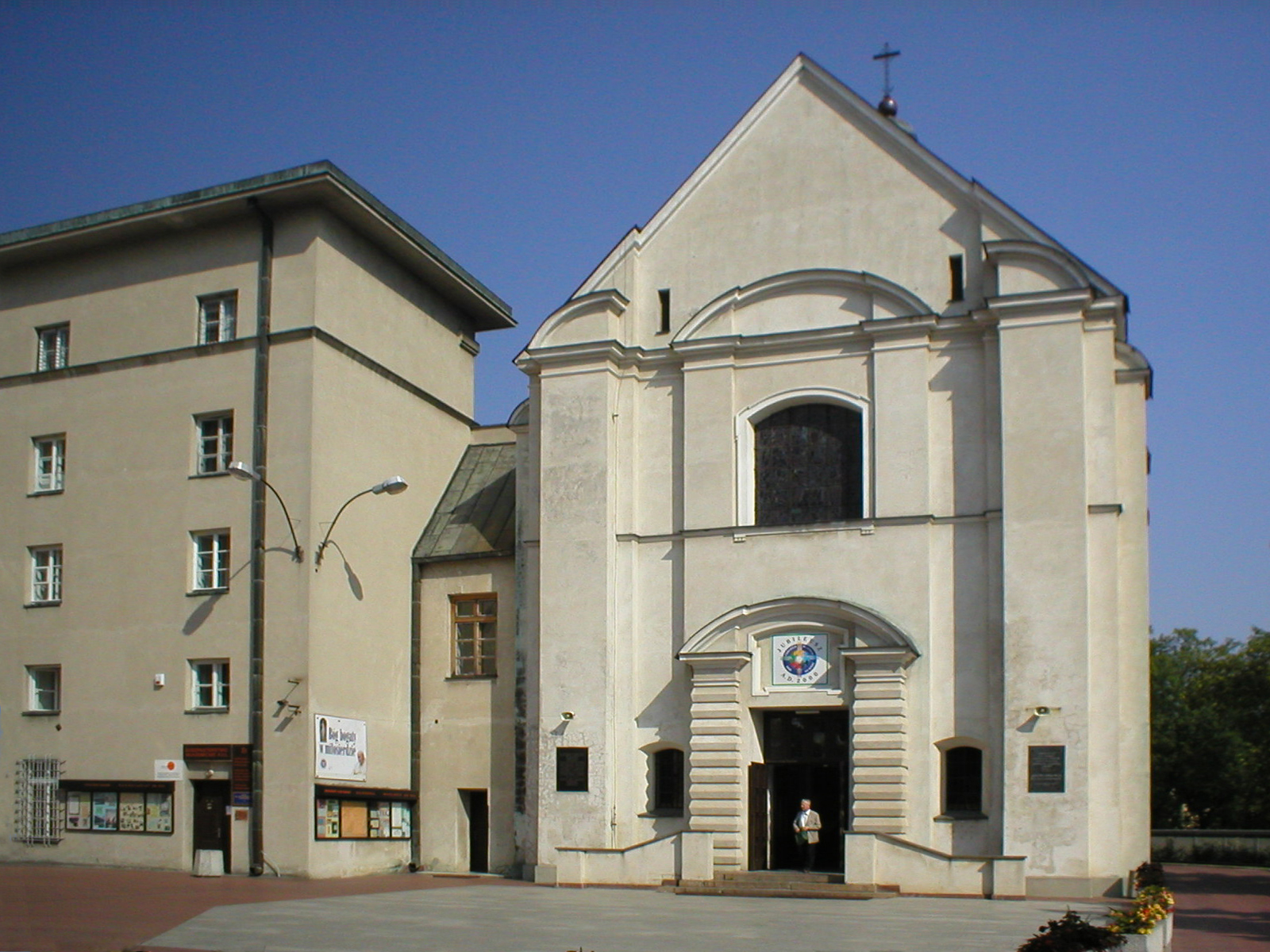
Kościół akademicki pw. Świętego Krzyża

- Budynki UP Lublin: Collegium Agronomicum I i II, Centrum Kongresowe Uniwersytetu Przyrodniczego, Collegium Veterinarium, Collegium Zootechnicum, rektorat UP, Centrum Sportowo-Rekreacyjne Uniwersytetu Przyrodniczego, kliniki weterynaryjne
- Budynki KUL: gmach główny, Collegium Joannis Pauli II, Collegium Norwidianum, Konwikt Księży Studentów
- Kościół Akademicki pod wezwaniem św. Krzyża
- rektorat UMCS
- Akademicki Ośrodek Sportowy
- stołówka studencka (Mensa Academica)
- biblioteka główna UMCS i UP
- oddział poczty
- oddział banku Pekao
- kluby i puby studenckie (m.in.: Chatka Żaka, Rock bar, Paragraf, Czytelnia, Pauza, Index, Archiwum, Dziekanka, Opium)
- liczne punkty gastronomiczne, handlowe i usługowe

Powstają nowe budynki: Wydział Informatyczny UMCS, Biblioteka UP, Centrum Innowacyjno-Wdrożeniowe Nowych Technik i Technologii w Inżynierii Rolniczej UP.

## Akademicki Ośrodek Sportowy
Na miasteczku akademickim mieści się także Akademicki Ośrodek Sportowy. W jego ramach znajdują się:
- korty tenisowe
- boiska (do piłki nożnej, siatkówki, siatkówki plażowej i koszykówki)
- hale sportowe
- basen